# Благодійний фонд «Ініціатива заради майбутнього»
Благодійний фонд «Ініціатива заради майбутнього» (Фонд Ігоря Янковського) — благодійна організація, що реалізує культурологічні та освітні проєкти й програми в Україні. Фонд засновано 5 червня 2012 року.

## Напрямки діяльності
Мета фонду — підтримувати талановиту творчу молодь, сприяти створенню в Україні гуманного висококультурного суспільства
Заявлені напрямки роботи:
- Освітньо-наукові програми, що мають сприяти розвитку науки та культури, надавати допомогу обдарованим дітям, студентам та молодим вченим.
- Історико-культурні програми, що націлені на охорону і збереження культурної спадщини та на відродження пам'яток історії та культури України та світу.
- Медично-реабілітаційні програми, що покликані пропагувати здоровий спосіб життя, вдосконалювати систему охорони здоров'я, розвиток масової фізичної культури, туризму і спорту, а також сприяти соціальній реабілітації малозабезпечених, безробітних громадян, інвалідів війни, бойових дій, ветеранів військової служби та ін.
- Екологічно-природничі програми, що спрямовані на захист природних ресурсів та розвиток природоохоронної справи.[1]

## Керівництво фонду
Голова Наглядової Ради Фонду — Ігор Янковський.

## Реалізовані проекти

### 111-річницяШоколадного будиночку
Фонд Ігоря Янковського"Ініціатива заради майбутнього" виступив партнером-організатором проведення Дня святкування 111-річниці Шоколадного будиночку 11 жовтня 2012 року.

### Концерт для ветеранів Другої світової війни до 68-річниці її завершення
Фонд організував святкування 68-річниці закінчення Другої світової війни. Святкування проходило у Шоколадному будиночку. Подія включала частування ветеранів та авторський концерт за участі народного артиста України Володимира Талашко у дуеті з Іриною Сказіною.

### Українське прийняття на честь українських учасників Short Film Corner в рамках 66-гоКаннського кінофестивалю
Фонд виступив партнером-організатором Українського прийняття в рамках Каннського кінофестивалю. Захід був присвячений молодим кінематографістам, що брали участь у роботі Short Film Corner в рамках Каннського кінофестивалю, а також святкуванню 25-річчя присутності Міжнародного кінофестивалю «Молодість» в Каннах.
Захід відбувся 23 травня 2013 року у Каннах. Серед присутніх були: голова Державного агентства України з питань кіно Катерина Копилова, генеральний директор Міжнародного кінофестивалю «Молодість» Андрій Халпахчі, заступник генерального директора Національного центру Олександра Довженка Іван Козленко. Перед гостями виступав український бандурист та композитор Ярослав Джусь.

### Виставка-конкурс дитячих робіт «Мій рідний край— Україна»
Фонд виступив ініціатором та організатором конкурсу малюнка «Мій рідний край — Україна». Конкурс присвячений Року дитячої творчості в Україні 2013. Взяти участь у конкурсі мали змогу усі охочі діти віком від 5 до 16 років.
На конкурс надійшли 699 малюнків. Було вибрано 9 фіналістів, а також 27 переможців у творчих номінаціях. Переможців конкурсу було нагороджено дипломами, професійними художніми наборами, а також путівками до дитячого табору «Артек»

### Конкурс українських короткометражних фільмів
Спільно з Міжнародним кінофестивалем «Молодість» Фонд виступив організатором Національного конкурсу українських короткометражних фільмів. Перемогу в конкурсі здобув український режисер з Алчевська — Олександр Ратій за 10 — хвилинний документальний фільм «Повернення». Олександр Ратій отримав один з двох головних призів кінофестивалю — золотого «Скіфського оленя» та грошову премію у розмірі 20 тисяч гривень від Фонду Ігоря Янковського.

### Виставка дитячих малюнків в будівліЄвропейського Парламенту
Фонд «ініціатив заради майбутнього» організував художню виставку «Україна очима дітей» в будівлі Європаламенту в Брюсселі. На відкритті виставки виступали бандурист Ярослав Джусь і піаніст Дмитро Суховієнко.

### Презентація українського кіно на міжнародному кінофестивалі «Берлінале 2014»
За сприяння фонду в рамках «Берлінале 2014» працював Український національний стенд Ukrainian Film Corner, на якому було представлено сучасне українське кіно і організовані консультації для кінематографістів.

### Конкурс дитячого малюнка «Моя мирна Україна»
Конкурс «Моя мирна Україна» — це II Всеукраїнський конкурс дитячого малюнка, організований за ініціативи фонду. До участі у конкурсі приймаються малюнки дітей 5-16 років з усієї України. Мета конкурсу — показати, що Україна — мирна держава, а всі проблеми всередині країни повинні вирішуватися виключно мирним шляхом.

### Випуск нотного збірника Bandura Style
Bandura Style — музичний проєкт, який створено з метою популяризувати бандуру і зробити її справжнім символом України. Автор збірки — Ярослав Джусь, український бандурист і композитор.